# Owen Coyle
Owen Columba Coyle (Paisley, Escocia; 14 de julio de 1966) es un exfutbolista y entrenador de fútbol irlandés, de origen escocés. Jugaba de delantero y actualmente dirige al Queen's Park de la Scottish Championship.

## Selección nacional
Fue internacional con la Selección de fútbol de Irlanda, jugó 1 partido internacional.

## Clubes

### Como jugador
| Club                        | País       | Año       |
| --------------------------- | ---------- | --------- |
| Dumbarton FC                | Escocia    | 1985-1988 |
| Clydebank FC                | Escocia    | 1988-1990 |
| Airdrieonians FC            | Escocia    | 1990-1993 |
| Bolton Wanderers            | Inglaterra | 1993-1995 |
| Dundee United               | Escocia    | 1995-1997 |
| Motherwell FC               | Escocia    | 1997-1999 |
| Dunfermline Athletic        | Escocia    | 1999-2001 |
| Ross County (préstamo)      | Escocia    | 2000-2001 |
| Airdrieonians FC            | Escocia    | 2001-2002 |
| Falkirk FC                  | Escocia    | 2002-2003 |
| Dundee United               | Escocia    | 2003-2004 |
| Airdrie United (préstamo)   | Escocia    | 2003-2004 |
| Airdrie United              | Escocia    | 2004-2005 |
| St. Johnstone Football Club | Escocia    | 2005-2007 |

### Como entrenador
| Club                        | País           | Año           |
| --------------------------- | -------------- | ------------- |
| Falkirk Football Club       | Escocia        | 2003          |
| St. Johnstone Football Club | Escocia        | 2005-2007     |
| Burnley Football Club       | Inglaterra     | 2007-2010     |
| Bolton Wanderers            | Inglaterra     | 2010-2012     |
| Wigan Athletic FC           | Inglaterra     | 2013          |
| Houston Dynamo              | Estados Unidos | 2014- 2016    |
| Blackburn Rovers FC         | Inglaterra     | 2016 - 2017   |
| Ross County F.C.            | Escocia        | 2017-2018     |
| Chennaiyin FC               | India          | 2019-2020     |
| Jamshedpur Football Club    | India          | 2020-2022     |
| Queen's Park FC             | Escocia        | 2022-presente |